# Hajmdal
Hajmdal (od staroislandzkiego Heimdall = „Początek Wszystkiego” lub Heim Dall = „Drzewo Świata”), Rig – w mitologii nordyckiej bóg strzegący Tęczowego Mostu zwanego Bifrost, będącego wejściem do Asgardu. Był synem dziewięciu Dziewic – Fal, córek boga morza Agira. Mógł widzieć na bardzo duże odległości, a jego ucho było tak wrażliwe, że słyszał, jak rośnie trawa i wełna na owcach. W dzień ragnarök Hajmdal zadmie w wielki róg Gjallarhorn, a w bitwie, która potem nastąpi, zabije Lokiego i sam zginie z jego ręki.
Według powstałej ok. 1350 r. w Islandii „Pieśni Rigspula” dał początek trzem warstwom społeczeństw skandynawskich:
niewolnikom – Thralle, ludziom wolnym – Boendr i władcom – jarl, konungr.
Podróżując po świecie w ludzkiej postaci, Rig zaszedł do domu, w którym zastał wiekowe małżeństwo o imionach Ai (Pradziad) i Edda (Prababka). Ugościli go, spali w jednym łóżku, a po odejściu Riga urodził im się śniady syn, któremu nadali imię Thrall. Był to praojciec niewolników. Rig w drugim domu zastał Afiego (Dziadka) i Ammę (Babcię), sytuacja się powtórzyła; urodził im się rumiany syn o imieniu Karl – praojciec wolnych. W trzecim domu mieszkali Fadir (Ojciec) i Modir (Matka); urodził się syn o jasnych włosach i o jasnej cerze – Jarl, który spłodził syna o imieniu Konr (co po dołączeniu ungr tworzy konrungr tj. król) [na tym tekst „Pieśni Rigspula” się urywa].